# Biografielijst Ox

## Oxa
- Anna Oxa (1961), Italiaans zangeres

## Oxe

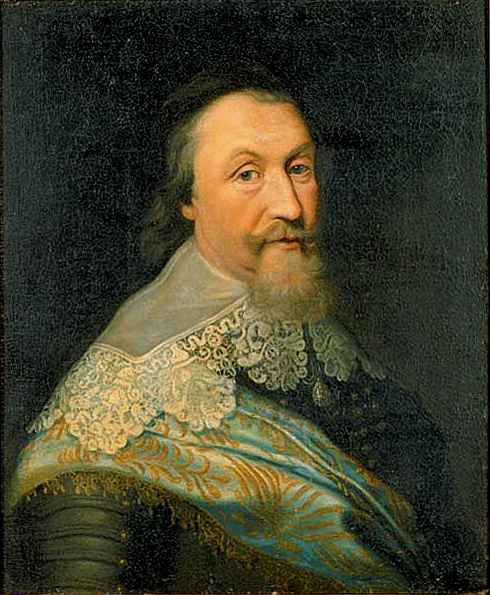
Axel Oxenstierna

- Ootje Oxenaar (1929-2017), Nederlands graficus
- Rudi Oxenaar (1925-2005), Nederlands museumdirecteur
- Catherine Oxenberg (1961), Amerikaans actrice
- Sandra Oxenryd (1982), Zweeds zangeres
- Axel Oxenstierna (1583-1654), Zweeds staatsman

## Oxf
- Reece Oxford (1998), Brits voetballer

## Oxh
- Peter Lotharius Oxholm (1753-1827), Deens militair
- Tom Erik Oxholm (1959), Noors langebaanschaatser

## Oxl
- Rudi Oxlade-Chamberlain (1993), Engels voetballer
- Tony Oxley (1938-2023), Brits jazzmusicus